# Om svears och götars forna rätt
Om svears och götars forna rätt, ursprunglig titel De jure Sveonum et Gothorum vetusto är ett rättshistoriskt verk av Johan Stiernhöök. Den första utgåvan utkom på latin år 1672. År 1981 gavs en svensk översättning ut under namnet Om svears och götars forna rätt. Verket har ansetts vara ett av den svenska rättshistorians viktigaste.